# Marriage Is a Private Affair
Marriage is a Private Affair é um filme de comédia dramática estadunidense de 1944, dirigido por Robert Z. Leonard, baseado no romance de mesmo nome de 1941 de Judith Kelly. O filme é estrelado por Lana Turner, Frances Gifford e James Craig.
Este foi o primeiro filme de Hollywood a ter uma estreia mundial especificamente fora dos Estados Unidos. A première ocorreu em 23 de setembro de 1944 em um cinema em Nápoles, Itália, com a presença de Lana Turner.

## Elenco
- Lana Turner ... Theo Scofield West
- James Craig ... Miles Lancing
- John Hodiak ... Tenente Tom Cochrane West
- Frances Gifford ... Sissy Mortimer
- Hugh Marlowe ... Joseph I. Murdock
- Natalie Schafer ... Sra. Irene Selworth
- Keenan Wynn ... Major Bob Wilton
- Herbert Rudley ... Ted Mortimer
- Paul Cavanagh ... Sr. Selworth
- Morris Ankrum ... Sr. Ed Scofield
- Jane Green ... Martha
- Tom Drake ... Bill Rice
- Shirley Patterson ... Mary Saunders
- Neal Dodd ... Minister
- Rhea Mitchell ... enfermeira
- Nana Bryant ... enfermeira
- Cecilia Callejo ... Señora Guizman
- Virginia Brissac ... Sra. Courtland West
- Byron Foulger ... Ned Bolton
- Addison Richards ... Coronel Ryder
- Gino Corrado ... convidado da festa de casamento
- Alexander D'Arcy ... Sr. Garby

## Recepção
Craig Butler, do allmovie, escreveu que "Lana Turner faz um bom trabalho em termos de sua performance dramática - e dado o material com o qual ela teve que trabalhar, "ok" é impressionante".